# DN7A
De DN7A (Drum Național 7A of Nationale weg 7A) is een weg in Roemenië. Hij loopt van Brezoi naar Petroșani. De weg is 108 kilometer lang. 